# Ervalla
Ervalla ist ein ehemaliger Tätort in der schwedischen Provinz Örebro län und der historischen Provinz Västmanland. Seit 1990 erfüllt Ervalla mit unter 200 Einwohnern nur noch die Kriterien für einen Kleinort (småort).
Der Ort ist Sitz eines eigenen Kirchspiels (socken), aus dem 1863 auch eine gleichnamige Landgemeinde (Ervalla landskommun) hervorgegangen war, die bis 1951 existierte. Der Name Ervalla wird üblicherweise mit dem Bahnhof an der Bahnstrecke Örebro–Frövi und der abzweigenden Strecke nach Nora verbunden. Dort befindet sich aber etwa 3 km südlich von Ervalla der noch kleinere Ort Ervalla station.

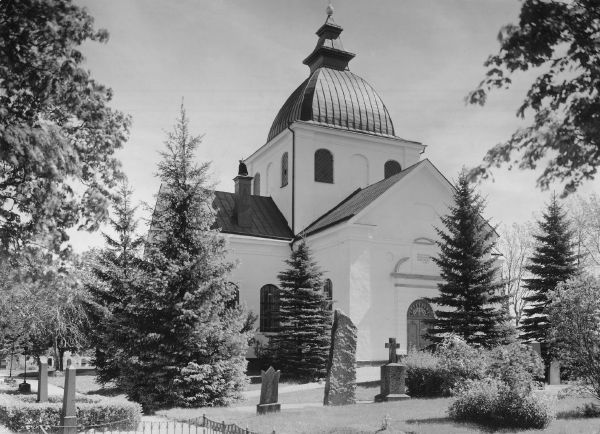
Ervallas Kirche
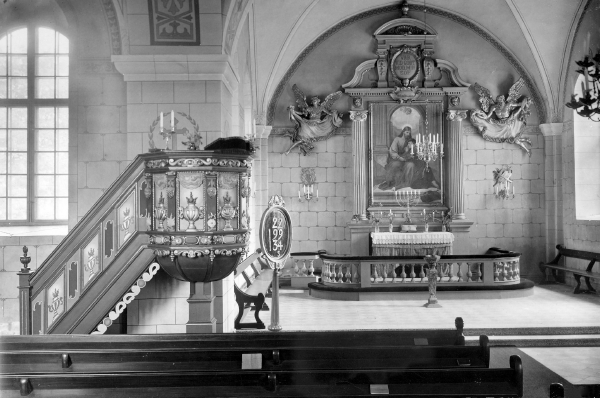
Innenansicht der Kirche

## Persönlichkeiten
- Helge Gustafsson (1900–1981), Turner